# Skorodna, Markivka
Skorodna (în ucraineană Скородна) este un sat în comuna Lisna Poleana din raionul Markivka, regiunea Luhansk, Ucraina.

## Demografie
Componența lingvistică a localității Skorodna
     Ucraineană (94,36%)
     Rusă (5,64%)
Conform recensământului din 2001, majoritatea populației localității Skorodna era vorbitoare de ucraineană (94,36%), existând în minoritate și vorbitori de rusă (5,64%).